# Cerkiew Narodzenia Najświętszej Maryi Panny (Biłohorszcze)
Cerkiew Narodzenia Najświętszej Maryi Panny – greckokatolicka cerkiew przy ulicy Biłohorszcze 21, we Lwowie, w dzielnicy Biłohorszcze, w rejonie zaliznycznym. Dawniej rzymskokatolicki kościół św. Antoniego.
Neogotycka świątynia powstała w latach 1911-1913 jako rzymskokatolicki kościół św. Antoniego. Po wysiedleniu Polaków z powiatu lwowskiego w 1945 została zamknięta, przez pewien okres służyła za magazyn. W miejsce Polaków wyznania rzymskokatolickiego w Biłohorszczu zamieszkała ludność ukraińska obrządku greckokatolickiego w 1989 władze przekazały gmach na potrzeby tworzonej parafii Narodzenia Najświętszej Maryi Panny. 

## Architektura
Obecna cerkiew to budowla posiadająca jedną nawę, prezbiterium jest od niej węższe, dwubocznie zamknięte z dwiema zakrystiami. Od wschodu do nawy przylega wieża, którą wieńczy attyka. Dominującym elementem fasady jest duże, trójdzielne okno w którym znajduje się witraż. Na wysokim szczycie umieszczony jest krzyż, przed fasadą znajduje się ażurowa kruchta, nad którą jest taras. Nad oknami znajdują się profilowane ceglane łuki, przyziemie jest boniowanie. Po 1989 podczas adaptacji na potrzeby cerkwi w miejsce dachu wieży umieszczono hełm, a nad nawą dwie symetryczne wieżyczki.